# Парусный спорт на летних Олимпийских играх 1900 — 1—2 тонны
Соревнования среди лодок водоизмещением от 1 до 2 тонн в парусном спорте на летних Олимпийских играх 1900 прошли 22 и 25 мая. Приняли участие девять команд из трёх стран. Были проведены две гонки, и лучшие в каждой получили по комплекту наград. В настоящее время МОК не рассматривает вторую гонку как часть олимпийской программы и не признаёт те медали в качестве олимпийских. вторая гонка считается частью программы Всемирной выставки 1900 года.
Швейцарский экипаж, победивший в первой гонке, состоял из членов одной семьи. Граф Эрман де Пуртале (старейший участник олимпийской регаты 1900 года среди тех, чей возраст известен) включил в состав команды свою жену Элен и племянника Бернара. Элен стала первой в истории женщиной, официально принявшей участие в олимпийских соревнованиях и одновременно первой медалисткой и первой чемпионкой.

## Призёры
| Золото                                                                 | Серебро                                                                   | Бронза                                                                    |
| Швейцария · Бернар де Пуртале · Элен де Пуртале · Эрман де Пуртале     | Франция · Франсуа Виламитьяна · Огюст Альбер · Альбер Дюваль · Шарль Гуго | Франция · Жак Бодрье · Люсьен Бодрье · Дюбоск · Эдуар Мантуа              |
| Германия · Оттокар Вайзе · Мартин Визнер · Георг Науэ · Хайнрих Петерс | Швейцария · Бернар де Пуртале · Элен де Пуртале · Эрман де Пуртале        | Франция · Франсуа Виламитьяна · Огюст Альбер · Альбер Дюваль · Шарль Гуго |

## Соревнования

### Гонка A
| Место | Команда                                                           | Яхта        | Результат |
| ----- | ----------------------------------------------------------------- | ----------- | --------- |

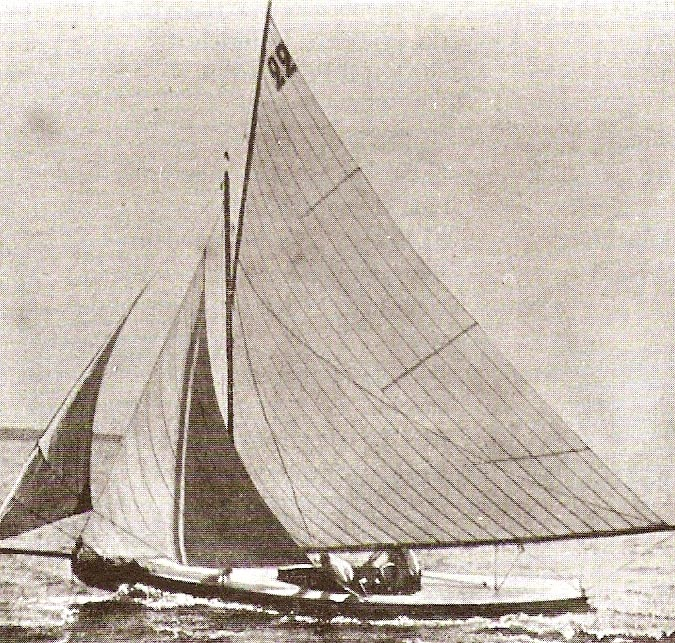
Швейцарская лодка Lérina

| 1     | Швейцария Бернар де Пурталес, Элен де Пурталес, Эрман де Пурталес | Lérina      | 2:15:32   |
| 2     | Франция Август Альберт, Дюваль, Шарль Хуго, Ф. Виламитьяна        | Martha      | 2:17:29   |
| 3     | Франция Жак Бодрье, Люсьен Бодрье, Дубоск, Эдуар Мантуа           | Nina-Claire | 2:26:28   |
| 4     | Франция Анри Лаверн, Эжен Лаверн                                  | Amulet      | 2:26:56   |
| 5     | Франция Марсель Мусан                                             | Ducky       | 2:31:14   |
| 6     | Франция Уоренхорст                                                | Freia       | 2:33:54   |
| 7     | Франция Тексье, Тексье                                            | Mamie       | 2:52:30   |
| 8     | Франция Ляконтр                                                   | Alcyon      | 3:05:06   |

### Гонка B
| Место | Команда                                                           | Яхта         | Результат |
| ----- | ----------------------------------------------------------------- | ------------ | --------- |
| 1     | Германия Оттокар Вайзе, Мартин Визнер, Георг Науэ, Хайнрих Петерс | Aschenbrödel | 3:09:19   |
| 2     | Швейцария Бернар де Пурталес, Элен де Пурталес, Эрман де Пурталес | Lérina       | 3:35:14   |
| 3     | Франция Август Альберт, Дюваль, Шарль Хуго, Ф. Виламитьяна        | Martha       | 3:37:49   |
| 4     | Франция Жак Бодрье, Люсьен Бодрье, Дубоск, Эдуар Мантуа           | Nina-Claire  | 4:10:17   |
| 5     | Франция Уоренхорст                                                | Freia        | 4:11:22   |
| 6     | Франция Тексье, Тексье                                            | Mamie        | 4:30:08   |
| 7     | Франция Марсель Мусан                                             | Ducky        | 4:48:07   |
| —     | Франция Ляконтр                                                   | Alcyon       | DNF       |
| —     | Франция Анри Лаверн, Эжен Лаверн                                  | Amulet       | DNF       |